# Bernd Lange (Politiker, 1956)

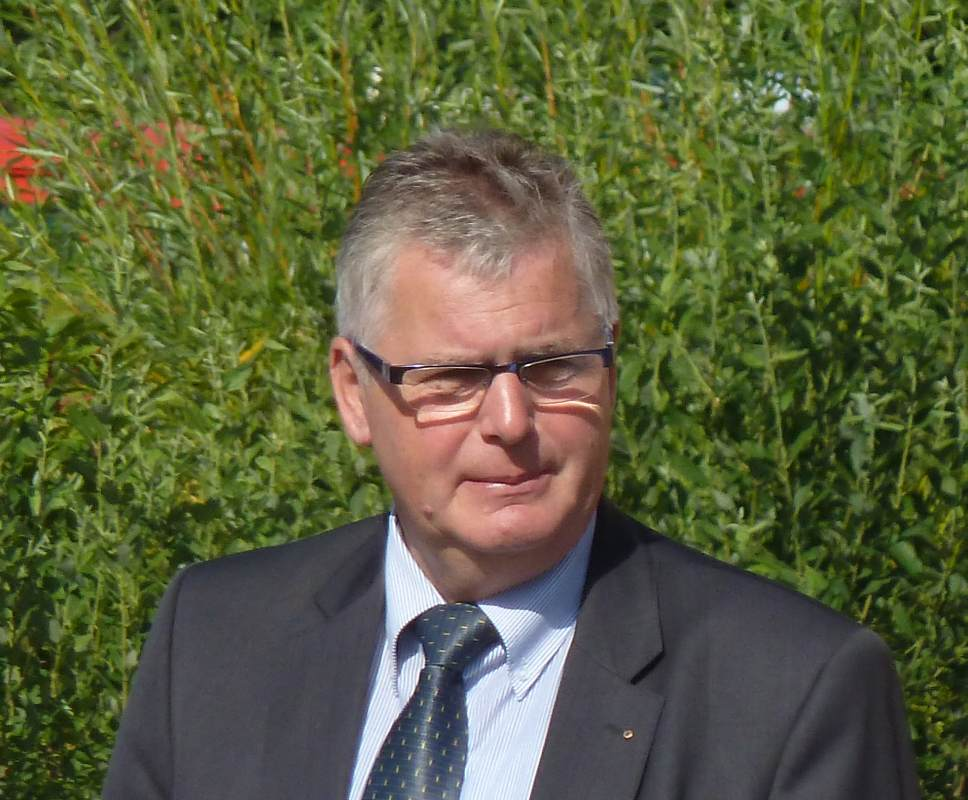
Landrat Bernd Lange (2012)

Bernd Fritz Lange (* 2. Mai 1956 in Görlitz) ist ein deutscher Politiker (CDU). Er war von 1990 bis 2001 Bürgermeister von Rothenburg/Oberlausitz, von 2001 bis 2008 Landrat des Niederschlesischen Oberlausitzkreises und von 2008 bis 2022 Landrat des Landkreises Görlitz.

## Leben
Lange wuchs in Rothenburg/O.L. auf. Nach seiner Lehre als Meliorationstechniker folgte später ein Studium zum Meliorationsingenieur. Im Fernstudium (1983–1990) erlangte er den Abschluss des Diplom-Ingenieurs im Wasserbau. Von 1974 bis 1975 war er Facharbeiter, von 1978 bis 1990 Bauleiter.
1990 wurde er Bürgermeister in Rothenburg. Nach elf Jahren Amtszeit trat er bei der Bürgermeisterwahl 2001 nicht mehr an, nachdem ihn die CDU als Landratskandidaten für den Niederschlesischen Oberlausitzkreis aufstellte und damit innerparteilich den bisherigen Landrat Erich Schulze abwählte. Nach seiner Wahl zum Landrat übernahm er von Schulze auch den Posten des Vorsitzenden des Regionalen Planungsverbandes Oberlausitz-Niederschlesien.
Als Georg Milbradt im April 2008 seinen Rücktritt ankündigte, wurde Lange als potenzieller Minister im Kabinett Tillich gehandelt. Laut eigener Aussage erhielt er diesbezüglich keine Anfrage und habe auch kein Interesse an einem Posten außerhalb der Heimat.
Infolge der Kreisreform Sachsen 2008 wurden der Niederschlesische Oberlausitzkreis, der Landkreis Löbau-Zittau und die bis dahin kreisfreie Stadt Görlitz zum Landkreis Görlitz zusammengeschlossen. Nachdem Günter Vallentin, Landrat im Landkreis Löbau-Zittau, auf eine Kandidatur verzichtete, blieb Lange der einzige Kandidat innerhalb der CDU für die Landratswahl im Juni 2008. Am 8. Juni 2008 hatte er unter acht Bewerbern mit 42,8 Prozent die meisten Stimmen erhalten, jedoch die absolute Mehrheit nicht erreicht, so dass er sich am 22. Juni einer Neuwahl stellen musste. Hier wurde er mit 57,6 Prozent der gültigen Stimmen zum neuen Landrat des Kreises Görlitz gewählt. 2015 wurde er wiedergewählt. Bei der Landratswahl 2022 war eine erneute Wiederwahl Langes aus Altersgründen nicht möglich. Er amtierte bis 2022. Ihm folgte Stephan Meyer nach.
Seit dem 17. November 2008 ist Lange außerdem Präsident des deutschen Vereins Euroregion Neiße e. V.
Bernd Lange ist verheiratet und hat drei erwachsene Kinder. Er ist evangelischer Konfession.